# Ваньянь Агуда
Ваньянь Агуда (спрощ.: 阿骨打; кит. трад.: 阿骨打; піньїнь: Wányán Āgǔdǎ), храмове ім'я Тайцзу (кит.: 太祖; піньїнь: Tàizǔ; 1 серпня 1068 — 19 вересня 1123) — імператор північного Китаю, засновник династії Цзінь.

## Життєпис

### Молоді роки
Походив зі знатного роду чжурчженів. Агуда був другим сином Хелібо, вождя племені ваньянь, та доньки вождя племені налань (拏 懶). Народився в кочів'ї на місці сучасного Харбіну. Замолоду виявив звитягу та військовий хист. Невдовзі разом з батьком поступив на службу до володарів киданів, які утворили державу Велике Ляо, центр якої знаходився на Ляодунському півострові.
Згодом допомагав своєму старшому братові Уяшу, який став новим вождем племені. У 1109 році в розпал голоду підтримав брата щодо залучення невеликих племен до племені ваньянь, утворюючи тим самим велике об'єднання чжурчженів. Водночас здобув низку перемог над сусідніми потужними племенами чжучженів, підкоривши їх. У 1113 році після смерті Уяшу, Агуда стає новим вождем чжурчженів. Згідно з літописом «Цзінь ши», Агуда йшов в бій без шолома, добре володів зброєю. Вказується, що він стріляв зі звичайного лука на відстань в 320 кроків. Крім цього, Агуда добре знав кіданську мову, що сильно йому допомогло в наступній війні з . Посилення племінного союзу Ванья стало турбувати південного сусіда — Корі. Корі не раз починали військові дії, причому доходили до таких крайніх заходів, як мобілізація 170-тисячного війська, побиття чжурчженьських послів і вождів на переговорах. Агуда зміг мобілізувати чжурчженські загони на боротьбу з настільки сильним противником і зіграв важливу роль у перемозі чжурчженів над південним сусідом. Війна з Корі привела до того, що Ванья змогло об'єднати багато племен чжурчженів. Але при цьому Агуда намагався племена не підкоряти, а укладати з ними союзи, щоб не викликати зайвих конфліктів. Тільки ті племена, які відмовлялися від союзних відносин, піддавалися нападам загонів Агуди. Втручання ляосців у чжурчженські справи призвело до того, що Агуда став замишляти війну проти кіданського держави.
На святі Першої Риби Агуда відмовився танцювати перед кіданським імператором і кинув йому виклик.
Перші бої закінчилися перемогами армії Агуда. Ключовий момент війни настав, коли імперія Ляо мобілізувала великі сили і їх очолив сам імператор. Багато чжурчженських вождів злякалися численного кіданського війська і не хотіли воювати. Агуда не міг змусити їх виступити проти Ляо. Тоді він пішов на хитрість. Скориставшись тим, що більшість чжурчженських вождів погано знало китайську писемність, Агуда написав листа кіданському імператору з проханням про помилування, але використовував такі вирази, які були образливими для імператорської величі. Розгніваний цим кіданський правитель видав маніфест, в якому зажадав від своїх воїнів повного знищення чжурчженів. Агуда показав цей маніфест чжурчженським вождям і сказав їм, що він хотів миру, але ляоський імператор проти цього. Маніфест кіданського імператора привів до того, що всі чжурчжені відкинули сумніви і вирішили воювати до кінця. Цим відразу скористався Агуда, який взяв клятву з чжурчженських вождів воювати з імперією Ляо до повного її знищення.

### Імператор Цзінь
З початку 1114 року почав підготовку до повстання проти Ляо, яке почалося у вересні того ж року. Кіннота чжурчженів раптово атакувала й захопила місто Нінцзянчжоу (нині Фуюй, провінція Цзілінь). Слідом за цим Агуда завдав поразки киданям у битві при Чухедянь. 1115 року збільшив успішний наступ на Ляо, після чого оголосив себе імператором під ім'ям Тай-цзу, утворивши династію Цзінь.
Війна з Ляо тривала, Тай-цзу розширював свої володіння. У серпні 1115 року завдав нищівної поразки киданському війську у битві Хубудагані, де 20 тис. чжурчженів перемогли 700 тис. киданів. Мобільна чжурчженська кіннота взяла верх над величезним, але слабо підготовленим кіданським військом. Головною помилкою ляоського імператора став його дозвіл озброюватися військам на свій розсуд. Це призвело до того, що більшість солдатів в його армії були легкоозброєні, не мали міцних обладунків, арбалетів і далекобійних луків. До того ж було мало кавалерії. Тому чжурчжені розстрілювали противника на відстані, нав'язували ближній бій тоді, коли самі хотіли. Це призвело до розгрому ляоського війська.
1115 року Агуда прийняв титул імператора (під ім'ям Мінь) і дав своїй династії назву золотий (Цзінь). Його перемоги слідують одна за одною, і незабаром вся Маньчжурія визнає своїм володарем, потім йому підпорядковується кіданського земля — велика частина Монголії і частина Китаю.
Протягом 1116 року імператор Цзінь захопив увесь Ляодунський півострів.

### Союз з Сун
1117 року Тай-цзу прийняв велике посольство з імперії Сун з багатими дарами, з якою було укладено військовий союз проти киданської держави. Загалом китайці ще 6 разів надсилали посольств до Цзінь, в свою чергу Тай-цзу відправляв посольства 6 разів до імператорів Сун.
У низці битв на півночі сучасної провінції Хебей між 1119 та 1122 роками союзники розгромили військо Ляо, захопивши п'ять ставок ворога. Ця війна проти Великого Ляо переконала Агуду в тому, що чжурчженям цілком під силу завоювання Китаю, численне військо якого боєздатністю не відрізнялася. Водночас Агуда зумів добре ознайомитися з тактикою і майстерністю сунських полководців.

### Конфлікт з Сун
У 1123 році військо чжурчженів вдерлося в кордони імперії Сун, почавши тривале протистояння з нею. Було захоплено декілька прикордонних укріплених міст. Китайські залоги, що стояли на кордоні, виявилися не в змозі відбити вторгнення кінноти Тай-цзу. Останній змусив Чжао Цзі з династії Сун укласти вигідну угоду, за якою Цзінь отримувала щорічну данину в розмірі 200 тис. лян срібла та 300 тис. рулонів шовку. Агуда помер в 1123 році і був похований поруч з Верхньою столицею. У 1135 році його останки були перепоховані на горі Хукайшань у витоках річки Ашіхе. У 1153—1154 рр. стався другий перепоховання тіла Агуда на відрогах гір Дафаншань в передмісті сучасного Пекіна. Таким чином, він залишив після себе сильну державу, незакінчену війну і питання відносин з новим сусідом — імперією Сун.
Владу успадкував його брат Ваньянь Шен.

### Внутрішні реформи
Тай-цзу доклав багато зусиль щодо організації державного управління Цзінь. За задумом основу економіки повинно було становити сільське господарство, яке б формувалося на основі колективізму. Ця система отримала назву мен'ань-моуке.
Своєму родичу — канцлеру Ваньянь Сіїню імператор наказав розробити власну письмову систему чжурчженів.

## Сім'я та діти
У Агуди було кілька дружин і наложниць, і багато дітей. В історії залишили помітний слід наступні:

##### дружина з роду Танга
5-й син (найстарший з тих, що вижили) Ваньянь Шенг (完颜 繩 果), китайське ім'я Ваньянь Цзунцзюнь (完 颜宗峻), батько 3-го імператора династії Цзінь
7-й син Ваньянь Уле (完颜 烏烈), китайське ім'я Ваньянь Цзунчао (完顏 宗 朝)
Ваньянь Мейлілян (完颜 没 里 野), китайське ім'я Ваньянь Цзунцзи (完 顏宗傑)

##### дружина з роду Пеймань
старший син Ваньянь Вобень (完颜 斡 本), китайське ім'я Ваньянь Цзунгань (完顏 宗 幹), батько 4-го імператора династії Цзінь

##### дружина з роду Гешіле
2-й син Ваньянь Волібу (完颜 斡 離 不), китайське ім'я Ваньянь Цзунван (完顏 宗 望)
6-й син Ваньянь Елугуань (完颜 訛 魯 觀), китайське ім'я Ваньянь Цзунцзюнь (完 顏宗雋)

##### дружина з роду Пусані
старший син Ваньянь Елідо (完颜 讹 里 朵), китайське ім'я Ваньянь Цзун'яо (完 顏宗堯), батько 5-го імператора династії Цзінь наложниця Уцзілунь
4-й син Ваньянь Учжу (完顏 兀术), китайське ім'я Ваньянь Цзунбу (完 顏宗弼)
8-й син Ваньянь Алу (完顏 阿魯), китайське ім'я Ваньянь Цзунцзян (完 顏宗強)
9-й син Ваньянь Алубу (完顏 阿魯 補), китайське ім'я Ваньянь Цзунмінь (完 顏宗敏)